# 沢田富美子
沢田 富美子（さわだ ふみこ、1961年12月18日 - ）は、1980年代に活躍した日本の元アイドル歌手、投資家。本名同じ。
渡辺プロダクションに所属し、デビュー当時は「沢田富美子」として活動。歌手デビュー前は、モデルとして活動。

## 来歴
愛知県名古屋市出身。
1980年開催のモスクワオリンピックの日本におけるイメージキャラクターに選ばれ、1979年に放映されたモスクワオリンピックのマスコットキャラクターが主役のアニメ『こぐまのミーシャ』の主題歌「ノルマーリナ・ミーシャ」を初シングルとしてリリース。また同アニメで声優デビュー。
その後、日本はモスクワオリンピックをボイコットした為、アイドル歌手としてのデビューは1981年になった。アイドル歌手としては「ちょっと春風」でデビュー。この曲は雪印アイスのCMソングとなり本人も出演。その後、「風のシルエット」、「愛の泉」と計3枚のシングルをリリースした。“ポスト松田聖子”と評され 音楽業界では歌唱力を高く評価されていた 。歌手としての活動だけでなく、恵まれたプロポーションを活かし、資生堂や日本旅行などのキャンペーンモデルとして起用され、GOROやプレイボーイなど雑誌の表紙やグラビア紙面を多数飾った。
1983年芸能活動を一時休業し、パリ、ニューヨークへ留学。この期間中に、会社を起業。経営者としての第一歩を踏み出す。
1985年芸能活動を再開し1985年アニメ映画「ペンギンズ・メモリー『幸福物語』」のナンシー役で声の出演。ピアノの弾き語りで「青空on my mind」の歌唱を担当。
その後、1986年に「桜井真里亜」としてカムバック。ワム!のヒット曲をカバーした「哀愁のメキシコ」をシングルリリースした。
またラジオ番組でのパーソナリティとして、ラジオマガジンの人気ランキングベスト7にランクインしている。
アイドル現役時代の19歳の時に、子供の頃からの趣味であった不動産投資を開始。ローンを借りてワンルームマンションを購入する。
パリ留学時に知り合った経営者の男性と結婚。1男の母となり不動産投資を止めるも、夫を食道がんで亡くしたことから不動産投資を再開。
東京・港区麻布十番に土地をキャッシュで購入したところ、近くに麻布十番駅ができ、さらに六本木ヒルズができたため地価は6倍にもなった。
その後、祈りと聖書からインスピレーションを受ける独自の投資スタイルで不動産投資を続け、GINZA SIX近くの銀座のビル2棟を筆頭に・赤坂・溜池山王・麻布・青山など都心の超一等地に商業ビルを10棟前後所有、資産は数十億円から100億円に及ぶ（2018年現在）。
アイドルから華麗なる転身を遂げた美人不動産女王として、テレビや雑誌など多くのメディアで取り上げられている。
豊富な投資の成功体験と独自の審美眼を活かし、各種セミナーでの講演や、各企業の不動産コンサルティング、アドバイザリーとしても活躍している。
著書に「100戦無敗の不動産投資術 元アイドルが独学で数十億の資産を築いた秘密」。

## 出演

### テレビ
1980年代
- クイズ・ドレミファドン!
- 笑ってる場合ですよ!
- アイドルパンチ
- それゆけレッドビッキーズ!　レッドビッキーズの第二シリーズ
- 三波伸介の凸凹大学校
- レッツゴーヤング　（春の新人大集合、1981年5月3日放送）
- カックラキン大放送!!　（第98回、1981年6月26日）
- 8時だョ!全員集合（第606回、1981年12月12日 入間市民会館）
- ヤングOH!OH!
- たのきん全力投球!
- 新春オールスター水上大運動会
- オールスター紅白水泳大会
- 財津和夫のPOPS探偵団　再デビュー後、桜井真里亜名義でのレギュラー出演他。1986年。

2000年代以降
- ザ!情報ツウ（日本テレビ、2005年1月17日放送）
- 世界バリバリ★バリュー（TBS/毎日放送制作、2007年9月12日放送）
- ハーベストタイム
- THE 1億分の8（TBS/毎日放送制作、2009年12月2日放送）
- ありえへん世界（テレビ東京、2010年3月24日放送）
- 魔女たちの22時(日本テレビ、2010年4月20日放送)
- 歌の楽園（テレビ東京、2011年3月27日放送）※ちょっと春風をバンド演奏で歌う。
- 爆報! THE フライデー(TBSテレビ、2013年9月13日放送)
- アウト×デラックス(フジテレビ、2019年6月6日放送)
- 今夜くらべてみました (日本テレビ、2020年1月22日放送)
- ダウンタウンDX（読売テレビ制作・日本テレビ系、2021年10月7日放送）

### 映画
- Human Face of Japan: The Rice Ladle(1982年)　海外ドキュメンタリー作品。
- ペンギンズ・メモリー 幸福物語（パピプペンギンズ）　ナンシー役

挿入歌「青空on my mind」（作曲・編曲：松任谷正隆　作詞：松本隆）をピアノの弾き語りで歌っている。（1985年6月公開）

### ラジオ
- 南こうせつの思いっきりDO!曜日（ニッポン放送27局ネット、南こうせつと）
- NISSANナマ生ステーション・日本全国7時半!（ニッポン放送36局ネット）1982年
- ミュージックブルペン（全国17局ネット）
- 沢田富美子の夢色パレット（全国13局ネット）1982〜1984年
- 沢田富美子のナイスデーフィーリング（全国12局ネット）
- 沢田富美子の星空のエッセイ（全国13局ネット）

### CM
- 雪印乳業（現ロッテアイス）「PopUp」（氷菓、『ちょっと春風』がCMソングに使われた）
- 雪印乳業　「フルーチェ」CMオリジナル歌
- 日本旅行　赤い風船（北海道、沖縄）キャンペーンガール
- 清酒「桃川」　出演・CMオリジナル歌
- 森永製菓　チュッパチャプス
- 資生堂　　フレッシュレディースキャンペーン
- 全日空　　北海道キャンペーン

### コンサート
- 1981年9月 - 大阪ラックスホールにて初コンサート
- 1981年11月21日 - 東京新橋のヤクルトホールで「ファーストコンサート」
- 1981年11月29日 - 大阪バラードで「ファーストコンサート」
- 1982年8月18・19日 - 銀座メイツでライブコンサート

## 作品

### レコード
- EP「ノルマーリナ・ミーシャ」（1979年12月10日、RVC）RVC-RVS1194
  - A面「ノルマーリナ・ミーシャ（好きだわミーシャ）」作詞:阿木燿子、作曲:宇崎竜童、編曲:船山基紀
  - B面「ナターシャの子守唄 作詞:阿木燿子、作曲:宇崎竜童、編曲:船山基紀

いずれもモスクワオリンピック組織委員会企画協力番組である朝日放送系アニメ『こぐまのミーシャ』関連の作品。A面はオープニング曲、B面はエンディング曲として使用された。
オリコン「TVマンガ・童謡部門」1980年度年間80位
- LP「がんばれミーシャ」（1980年2月、RVC）RVC-RVL6608

1. 「ノルマーリナ・ミーシャ（好きだわミーシャ）」作詞:阿木燿子、作曲:宇崎竜童、編曲:船山基紀
2. 「なかよしミーシャ」作詞:霧生正博、作曲:菊池俊輔、編曲:GAME
3. 「ナターシャの子守唄」作詞:阿木燿子、作曲:宇崎竜童、編曲:船山基紀

- EP 「ちょっと春風」（1981年4月1日、CBSソニー）CBS/SONY-07SH958
  - A面「ちょっと春風」 作詞:三浦徳子、作曲:小田裕一郎、編曲:大村雅朗
  - B面「五月の色」 作詞:三浦徳子、作曲:小田裕一郎、編曲:戸塚修

- CC「ヒット速報」（1981年、アポロン）KSZ5233

渡辺プロダクション所属歌手のオムニバスカセット作品。「ちょっと春風」収録。
- EP「風のシルエット」（1981年9月21日、CBSソニー）CBSSONY-07SH1043
  - A面「風のシルエット」 作詞:竜真知子、作曲:小田裕一郎、編曲:大村雅朗
  - B面「銀色の雨」 作詞:竜真知子、作曲:西村勝之、編曲:大村雅朗

- EP「愛の泉」（1982年4月21日、CBSソニー）CBSSONY-07SH1149
  - A面「愛の泉」 作詞:渡部隆巳、作曲:渡部隆巳、編曲:竜崎孝路
  - B面「愛の泉(カラオケ)」

　　※トワ・エ・モワの「愛の泉」のカヴァー
- CC「富美子 イン・コンサート 素顔の青春」（1982年、アポロン）APOLLON-KSA1111

ファンクラブ向けに通信販売されたカセット限定のライヴアルバム。
このアルバムはソニーミュージックショップのオーダーメイドファクトリーで初商品化、初CD化で予約受付中です。
- LP「ヒット!ヒット!ヒット!オリジナル・ニュー・ヒット 14」（1982年）

CBSソニー所属歌手の1982年のオムニバスLP。「愛の泉」収録。
- EP「哀愁のメキシコ」（1986年11月21日）CBSSONY-07SH1859
  - A面「哀愁のメキシコ」 作詞:Don Was,Dave Was、作曲:Don Was,Dave Was、編曲:川口真、訳詞=なかにし礼
  - B面「恋をしているの」 作詞:なかにし礼、作曲:川口真、編曲:川口真

所属事務所をドゥーイングMに移籍、"桜井真里亜"名義で1986年CBSソニーから発売。

### CD
- 2002年 フラワー・ポップス・シリーズ(2) フラワー・ホップスvol.2
- 2003年 フラワー・ポップス・シリーズ(5) 幻のビューティー・アイドル
- 2003年 フラワー・ポップス・シリーズ(7) 幻のビューティー・アイドル Vol.2
- 2003年 フラワー・ポップス・シリーズ(9) 幻のビューティー・アイドル Vol.3
- 2003年 BOMB presents「永遠の’80お宝アイドル大集合!」
- 2004年 アイドルミラクルバイブルシリーズソニーミュージック篇（前記のシングル全9曲を収録）
- 沢田富美子・佐東由梨・沢田玉恵コンプリート・シングル・コレクション 完全生産限定版として2004年12月1日ソニーミュージックから発売。上記のシングル全9曲が収録されている。

### 書籍
- 100戦無敗の不動産投資術 元アイドルが独学で数十億の資産を築いた秘密（角川書店、2009年12月10日） ISBN 4048850385